# 小浦翼
小浦　翼（こうら つばさ、1994年10月10日 - ）は、日本の元プロボクサー、元キックボクサー。神奈川県横浜市出身。第21代OPBF東洋太平洋ミニマム級王者。K-1ジム横浜所属。かつてはE&Jカシアス・ボクシングジム所属。

## 来歴
2014年8月22日、後楽園ホールで諸岡直樹とミニマム級4回戦を行い、初回2分24秒TKO勝ちを収めデビュー戦を白星で飾った。
2015年1月28日、後楽園ホールで塚田直之とライトフライ級4回戦を行い、2回1分26秒TKO勝ちを収めた。
2015年7月28日、後楽園ホールで行われた「DANGAN135」で諸岡直樹とミニマム級4回戦を行い、4回1分54秒TKO勝ちを収めた。
2015年9月24日、後楽園ホールで行われた第72回東日本新人王戦ミニマム級部門準決勝で高橋悠斗と対戦し、4回3-0（2者が39-37、40-36）の判定勝ちを収め決勝に進出した。
2015年11月3日、後楽園ホールで行われた第72回東日本新人王決勝戦で佐宗緋月と対戦し、5回3-0（49-46、50-46、50-45）の判定勝ちを収め東日本新人王となり、技能賞を受賞した。
2015年12月20日、後楽園ホールで行われた第62回全日本新人王決定戦で北村流生と対戦し、5回3-0（49-45、2者が50-44）の判定勝ちを収め全日本新人王となった。
2016年4月14日、後楽園ホールでヤイ・プーケットトップチームとミニマム級6回戦を行い、4回2分45秒TKO勝ちを収めた。
2016年7月28日、後楽園ホールで行われた「ダイヤモンドグローブ」でビムボ・ナシオナレスとミニマム級6回戦を行い、2回41秒KO勝ちを収めた。
2016年12月19日、後楽園ホールで行われた「DANGAN172」でジェフリー・ガレロとミニマム級8回戦を行い、2回2分44秒TKO勝ちを収めた。
2017年5月15日、後楽園ホールで行われた「DANGAN181」でトンチャイレック・チャイヨンジムとミニマム級6回戦を行い、4回2分13秒TKO勝ちを収めた。
2017年7月29日、後楽園ホールで行われた「DANGAN190」で京口紘人の王座返上に伴いジェイセヴァー・アブシーとOPBF東洋太平洋ミニマム級王座決定戦を行い、4回3分9秒KO勝ちを収め王座獲得に成功した。
2017年9月1日、同年11月11日に後楽園ホールで行われる「DANGAN」で谷口将隆と対戦し、OPBF王座の初防衛を目指すと発表した。
2017年11月11日、後楽園ホールで行われた「DANGAN200」でOPBF東洋太平洋ミニマム級1位の谷口将隆と対戦し、12回2-0（115-114、115-113、114-114）の判定勝ちを収め初防衛に成功した。
2018年4月17日、後楽園ホールで行われた「DANGAN211」でOPBF東洋太平洋ミニマム級13位の田中教仁と対戦し、5回2分38秒TKO勝ちを収め2度目の防衛に成功した。
2018年9月29日、後楽園ホールでOPBF東洋太平洋ミニマム級8位の冨田大樹と対戦し12回3-0（2者が119-108、117-110）の判定勝ちを収め、3度目の防衛に成功した。
2019年3月31日、大さん橋ホールで東洋太平洋同級13位のリト・ダンテ（比）と対戦し、12回1分18秒TKO負けを喫し4度目の防衛に失敗した。
2020年2月27日、後楽園ホールでアリストン・アトン（比）を相手に再起戦を行い、3回41秒TKO勝ちを収め、再起に成功した。
2021年11月12日、後楽園ホールでWBOアジアパシフィックミニマム級王座をかけて、重岡優大と対戦し、12回判定0-2（113-115×2、114-114）で判定負けを喫し、王座獲得に失敗した。
2023年2月16日、後楽園ホールで日本ミニマム級2位の高田勇仁と日本ミニマム級王座決定戦を行う予定だったが、小浦の計量失格となり試合が中止となった。小浦は減量の影響で脱水症状を起こして倒れ、前日計量を欠席していた。
その後キックボクシングに転向し、K-1 GYM横浜infinityに移籍した。
2023年12月17日、後楽園ホールで行われたKrush.156で元KNOCK OUT-REDスーパーフライ級王者の白幡裕星と対戦するが、3回0-3の判定負けを喫しキックボクシングデビュー戦は黒星スタートとなった。

## 人物
東洋大学1年の時に出場した第66回関東大学ボクシングリーグ戦で東洋大学は駒澤大学を6-3で破っているが、小浦はライトフライ級で駒澤大学2年の田中亮明に7-10の判定負けを喫している。OPBF東洋太平洋ミニマム級王座を獲得後には地元紙が「小浦がボクシングを始めたのは小学生から習ってきた空手の延長線上で、横浜市立横浜総合高等学校に入学し、ボクシング部入部と同時にE&Jカシアス・ボクシングジムの門を叩き、プロ選手らと練習を重ね、高校3年だった2012年度にはインターハイに出場。当時の横浜市立横浜総合高等学校ボクシング部顧問の古澤順子氏は『とても練習熱心で技術を集中して吸収し、上に行こうという強い気持ちがあった』と振り返り、『（王座獲得は）本当に嬉しい』と喜んだ。」と報じている。

## 戦績
- アマチュアボクシング：29戦19勝（6KO）10敗
- プロボクシング：18戦15勝（10KO）2敗1分

| 戦           | 日付           | 勝敗 | 時間     | 内容    | 対戦相手                         | 国籍       | 備考                                      |
| ------------ | -------------- | ---- | -------- | ------- | -------------------------------- | ---------- | ----------------------------------------- |
| 1            | 2014年8月22日  | ☆    | 1R 2:22  | TKO     | 諸岡直樹（白井・具志堅）         | 日本       | プロデビュー戦                            |
| 2            | 2015年1月28日  | ☆    | 2R 1:26  | TKO     | 塚田直之（セレス）               | 日本       |                                           |
| 3            | 2015年7月28日  | ☆    | 4R 1:54  | TKO     | 諸岡直樹（白井・具志堅）         | 日本       | 2015年東日本ミニマム級新人王予選          |
| 4            | 2015年9月24日  | ☆    | 4R       | 判定3-0 | 高橋悠斗（協栄）                 | 日本       | 2015年東日本ミニマム級新人王準決勝        |
| 5            | 2015年11月3日  | ☆    | 5R       | 判定3-0 | 佐宗緋月（小田原）               | 日本       | 2015年東日本ミニマム級新人王決勝          |
| 6            | 2015年12月20日 | ☆    | 5R       | 判定3-0 | 北村流生（六島）                 | 日本       | 2015年全日本ミニマム級新人王決勝          |
| 7            | 2016年4月14日  | ☆    | 4R 2:45  | TKO     | ヤイ・プーケットトップチーム     | タイ       |                                           |
| 8            | 2016年7月28日  | ☆    | 2R 0:41  | KO      | ビンボ・ナショナレス             | フィリピン |                                           |
| 9            | 2016年12月19日 | ☆    | 2R 2:44  | TKO     | ジェフリー・ガレロ               | フィリピン |                                           |
| 10           | 2017年5月15日  | ☆    | 2R 0:25  | TKO     | トンチャイレック・チャイヨンジム | タイ       |                                           |
| 11           | 2017年7月29日  | ☆    | 4R 3:09  | KO      | ジェイセバー・アブシード         | フィリピン | OPBF東洋太平洋ミニマム級王座決定戦        |
| 12           | 2017年11月11日 | ☆    | 12R      | 判定2-0 | 谷口将隆（ワタナベ）             | 日本       | OPBF防衛1                                 |
| 13           | 2018年4月17日  | ☆    | 5R 2:38  | TKO     | 田中教仁（三迫）                 | 日本       | OPBF防衛2                                 |
| 14           | 2018年9月29日  | ☆    | 12R      | 判定3-0 | 冨田大樹（堺東ミツキ）           | 日本       | OPBF防衛3                                 |
| 15           | 2019年3月31日  | ★    | 12R 1:18 | TKO     | リト・ダンテ                     | フィリピン | OPBF陥落                                  |
| 16           | 2020年2月27日  | ☆    | 3R 0:41  | TKO     | アリストン・アトン               | フィリピン |                                           |
| 17           | 2021年11月12日 | ★    | 12R      | 判定0-2 | 重岡優大（ワタナベ）             | 日本       | WBOアジアパシフィックミニマム級王座決定戦 |
| 18           | 2022年10月25日 | △    | 2R 0:38  | 負傷    | アルアル・アンダレス             | フィリピン |                                           |
| テンプレート |                |      |          |         |                                  |            |                                           |

### プロキックボクシング
| キックボクシング 戦績 | キックボクシング 戦績 | キックボクシング 戦績 | キックボクシング 戦績 | キックボクシング 戦績 | キックボクシング 戦績 | キックボクシング 戦績 |
| --------------------- | --------------------- | --------------------- | --------------------- | --------------------- | --------------------- | --------------------- |
| 2 試合                | (T)KO                 | 判定                  | その他                | 引き分け              | 無効試合              |                       |
| 0 勝                  | 0                     | 0                     | 0                     | 0                     | 0                     |                       |
| 2 敗                  | 0                     | 2                     | 0                     | 0                     | 0                     |                       |

| 勝敗 | 対戦相手 | 試合結果       | 大会名    | 開催年月日     |
| ×    | 長野翔   | 3R終了 判定0-3 | Krush.160 | 2024年4月28日  |
| ×    | 白幡裕星 | 3R終了 判定0-3 | Krush.156 | 2023年12月17日 |

## 獲得タイトル
- 第72回東日本新人王決勝戦ミニマム級部門優勝・技能賞
- 第62回全日本新人王決定戦ミニマム級部門新人王
- 東日本ボクシング協会 2016年12月度月間新鋭賞
- 第21代OPBF東洋太平洋ミニマム級王座（防衛3）